# Libuše

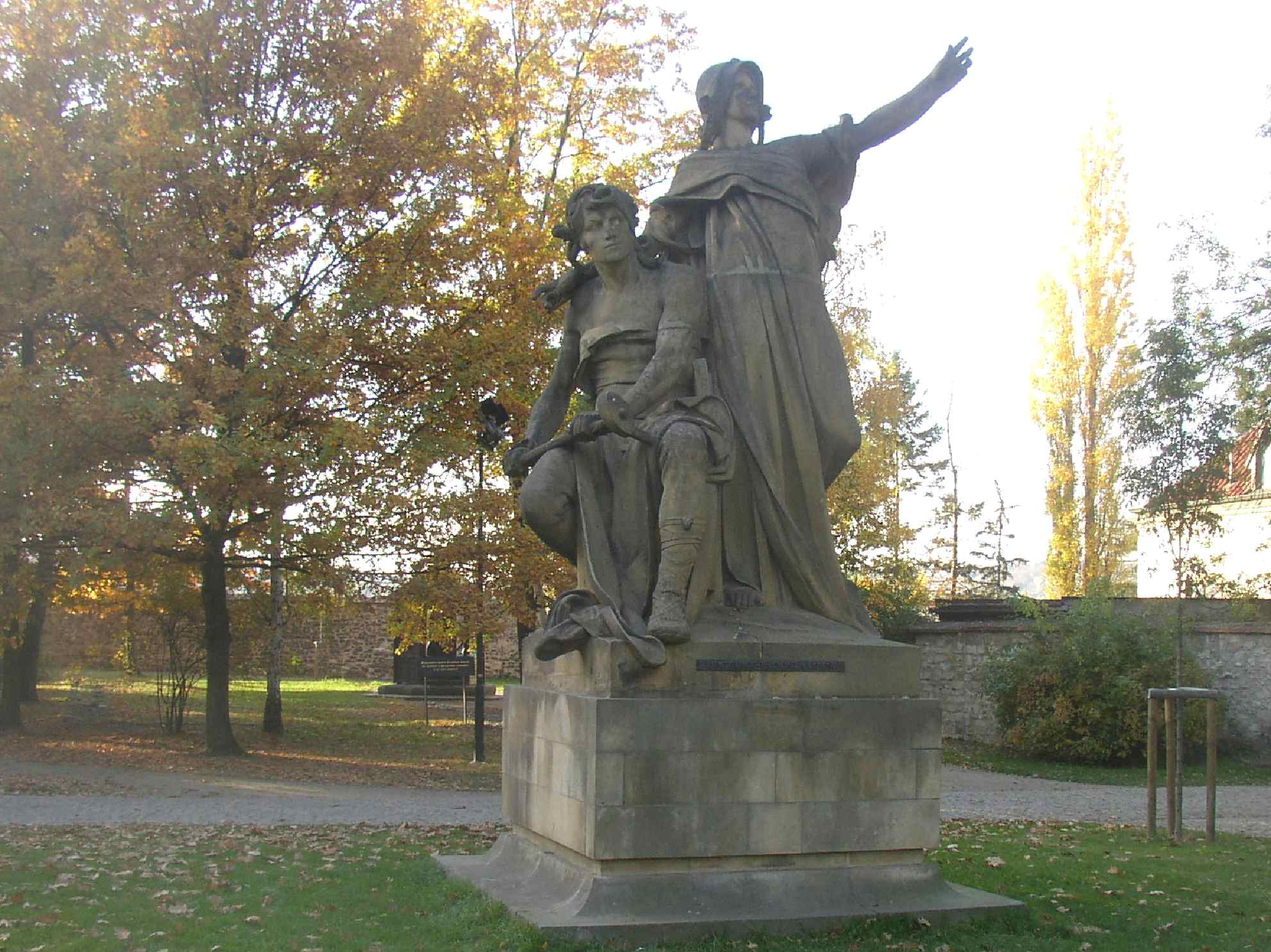
Libuše and Přemysl, tượng điêu khắc bởi Josef Václav Myslbek (1881), ngày nay nằm ở Vyšehrad

Libušeⓘ, Libussa, Libushe hay có tên lịch sử là Lubossa, là một vị tổ tiên huyền thoại của Nhà Přemysl và toàn thể người Séc. Theo truyền thuyết, cô là con gái út nhưng khôn ngoan nhất trong ba chị em, trở thành nữ hoàng sau khi cha cô qua đời; cô đã cưới một người thợ cày tên là Přemysl, họ cùng nhau thành lập nên triều đại Přemyslid, đồng thời tiên tri và sáng lập nên thành phố Praha vào thế kỉ thứ 8.

## Truyền thuyết

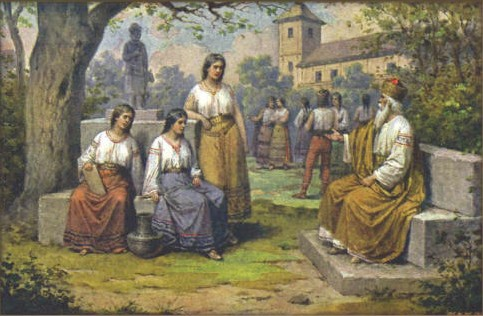
Krok và 3 cô con gái

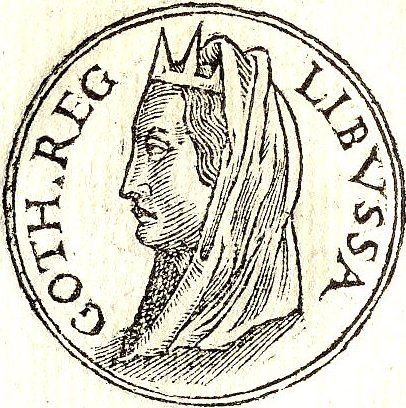
"Libussa Goth. Reg." ("Libussa, Nữ hoàng của Goths") từ Promptuarii Iconum Insigniorum (1553)

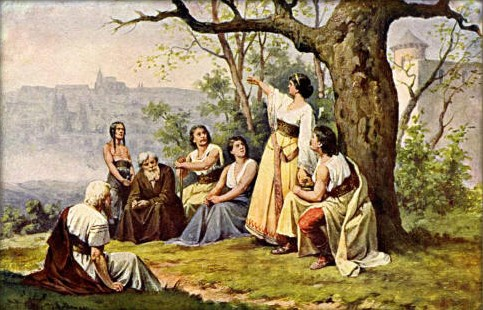
"Công chúa Libuše tiên tri về vinh quang của Praha" (Joseph Mathauser)

Libuše được cho là con gái út của vị vua thần thoại người Séc Krok. Truyền thuyết kể rằng cô là người thông minh nhất trong ba chị em, trong khi chị cô Kazi là người chữa bệnh còn Teta là một pháp sư; cô có khả năng nhìn thấy tương lai và được cha chọn làm người kế vị, nhằm cai quản người dân. Theo các truyền thuyết, cô đưa ra lời tiên tri từ lâu đài ở Libušín, dù cho một số truyền thuyết sau này lại nói rằng vùng đó là Vyšehrad.
Truyền thuyết kể rằng Libuše đã leo lên một mỏm đá cao trên Vltava và tiên tri: "Ta nhìn thấy một thành phố vĩ đại với vinh quang sẽ chạm đến những vì sao." Ngoài ra cô đã ra lệnh xây dựng một tòa lâu đài và lập nên một thị trấn rồi đặt tên là Praha.
Mặc dù đã tự chứng minh bản thân là một vị thủ lĩnh khôn ngoan, những nam nhân trong bộ lạc tỏ ra phật ý khi người cai trị họ là một phụ nữ và yêu cầu cô kết hôn, nhưng cô lại yêu một người thợ cày tên là Přemysl. Do đó cô kể lại cảnh mộng một người nông dân đi chiếc dép bị hỏng đang cày ruộng, hay ở các phiên bản khác của truyền thuyết là đang ăn trên bàn sắt. Cô ra lệnh các nam nhân trong hội đồng đi tìm kiếm người đàn ông nọ bằng thả rông ngựa ở ngã ba; họ đã theo dấu đến ngôi làng ở Stadice và tìm thấy Přemysl chính xác như những gì cô miêu tả (đang cày ruộng hoặc dùng chiếc cày sắt làm chiếc bàn để tạm). Hai nhà quý tộc tìm thấy Přemysl đã đưa anh tới cung điện để tổ chức lễ kết hôn với Libuše, từ đó Người thợ cày Přemysl trở thành vua. Sau đó họ sinh ba người con trai: Radobyl, Lidomir và Nezamysl để tiếp nối trị vì triều đại Přemyslid ở các vùng đất của Séc.
Trong một truyền thuyết khác, cô đã ra lệnh thành lập một thành phố tại nơi tìm thấy người tận dụng tốt nhất răng của mình vào lúc giữa trưa.  Lúc giữa trưa, các thuộc hạ của cô tìm thấy một người đàng ông đang cưa một khối gỗ (dùng răng cưa) trong khi mọi người khác đang ăn; khi họ hỏi anh đang làm gì thì anh trả lời "Prah" (trong tiếng Séc có nghĩa là "ngưỡng cửa"), do đó Libuše đặt tên thành phố là Praha.

## Nghệ thuật

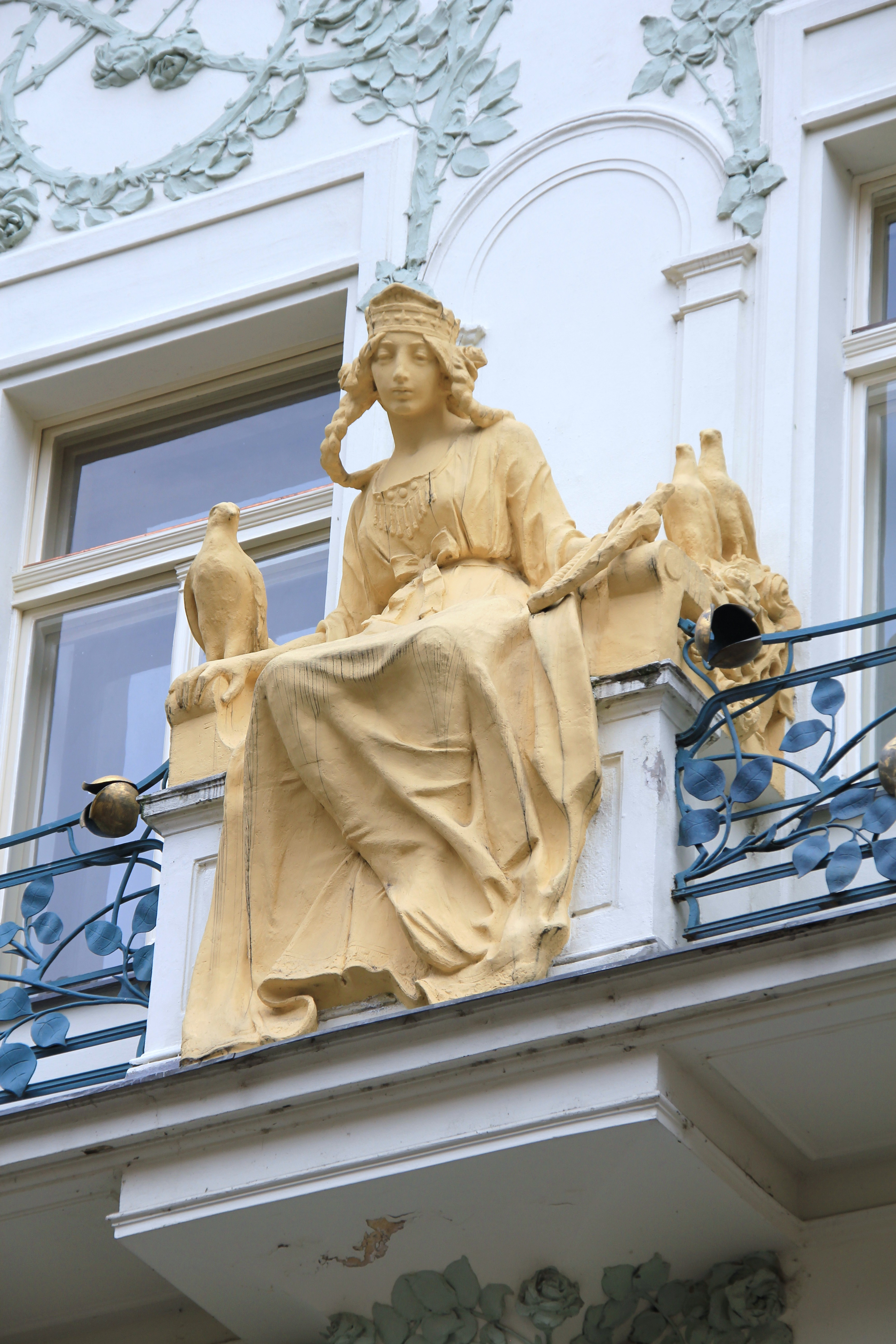
Libuše trên phố Karlova, Praha

Câu chuyện về Libuše và Přemysl đã được Cosmas của Praha tường thuật lại chi tiết trong cuốn sách Chronica Boëmorum vào thế kỉ 12.
Những tài liệu đầu tiên được đưa vào cuốn biên niên sử năm 1552 Historia regni Bohemiae của Jan Dubravius, và Johann Karl August Musäus đã sử dụng những tài liệu này và Cardinalis de Bohemarum Origine ac Gestis Historia của Aeneas Silvius để viết ra phiên bản thần thoại của riêng ông có tên là "Libussa", nằm trong tác phẩm Volksmärchen der Deutschen (1782–86).
Nhân vật thần thoại Libuše là chất liệu cho nhiều tác phẩm nghệ thuật, như Libussa - một vở bi kịch của Franz Grillparzer, Libuše - vở opera của Bedřich Smetana và Pole a palisáda - một cuốn tiểu thuyết của Miloš Urban. Cô cũng là một nhân vật trong vở kịch của Edward Einhorn, Rudolf II.
Năm 2009, một bản phim điện ảnh của Mỹ-Séc về câu chuyện giữa Libuše và Přemysl đã được phát hành dưới cái tên The Pagan Queen.
Tiểu hành tinh 264 Libussa đã được đặt tên để vinh danh bà.